# Ursula Grabley
Ursula Grabley, nasceu Ursula Margarete Marie Feodora Grabley (Woltersdorf, 8 de dezembro de 1908 – Brilon, 3 de abril de 1977) foi uma atriz alemã. Ela atuou em mais de 80 filmes e programas de televisão entre 1929 e 1977.

## Filmografia selecionada
- 1929: Katharina Knie
- 1931: ... und das ist die Hauptsache?
- 1931: Das Konzert
- 1955: Mamitschka
- 1956: Ohne Dich wird es Nacht
- 1956: Zu Befehl, Frau Feldwebel
- 1959: Die Nacht vor der Premiere
- 1962: Onkel Harry
- 1975: Tatort: Die Abrechnung